# 大佛寺長江大橋
大佛寺长江大桥位于中国重庆市，连接南岸区和江北区，是重庆内环快速公路两座跨越长江的桥梁之一。大桥于1997年11月开工建设，2002年1月建成通车。名称得名自东桥端桥下的弹子石大佛寺。大佛寺长江大桥通车时为亚洲最长的同类型桥梁，大桥由时任的中共中央总书记江泽民为它题写了桥名。
大桥建设时为渝黔高速公路项目的组成部分，现在也成为重庆内环快速公路的一部分，是重庆主城区东部一座重要的过江通道。

## 技术参数
大桥为双塔双索面预应力混凝土斜拉桥，全桥长1176米，主桥全长846米，主跨450米，跨径组合198+450+198（米），桥面宽30.6米，双向六车道，主塔高206.68米。